# Неупереджена гра
У комбінаторній теорії ігор, неупереджена гра або безстороння гра — це гра, в якій дозволені ходи залежать лише від позиції, а не від того який з двох гравців ходить, і де виграші симетричні. Інакше кажучи, єдина відмінність між двома гравцями полягає в тому, що один з них ходить першим. Гру продовжують допоки не досягнуть кінцевої позиції. Кінцева позиція це така позиція, з якої не можливо зробити наступний хід. Тоді одного з гравців проголошують переможцем, а другого переможеним. Неупереджені ігри грають маючи повну інформацію і всі ходи залежать лише від гравців, тобто вся інформація про гру і про дії обох гравців доступна обом гравцям.
Неупереджені ігри включають нім, пагінці. Ґо і шахи це упереджені ігри, бо кожен з гравців може використовувати лише свої фігури. Ігри на кшталт покеру, кісток чи доміно це не неупереджені ігри, бо вони покладаються на випадковість.

## Вимоги
Неупереджені ігри мусять відповідати таким вимогам:
- Два гравці мають чергувати ходи допоки не досягнуто кінцевого стану.
- Переможець стає відомим коли жоден з гравців не може змінити поизцію чи зробити будь-яку дію.
- Має існувати не більше ніж скінченна кількість позицій для обох гравців. Наприклад, в Нім, гравці мусять забрати частину стосу, який ще в грі. З того, що в кожному стосі наявна лише скінченна кількість монет і кількість стосів скінченна, кожен гравець має лише скінченну кількість можливих ходів.
- Всі дії мають бути доступними для обох сторін. В неупереджених іграх, гравці вчиняють дії на певній ігровій дошці. Обидва гравці діють на дошці доти, доки позицію на дошці ще можна якось змінити.
- Ніяка дія на дошці не покладається на випадковість. Будь-яке включення шансу означало б, що гравці мають недосконалу інформацію про гру.[1]